# Władimir Ałgasow
Władimir Aleksandrowicz Ałgasow (Burdakow) (ros. Владимир Александрович Алгасов (Бурдаков), ur. 1887 w Cariowie w guberni astrachańskiej, zm. 3 października 1938 w Kommunarce) – lewicowy eserowiec, polityk Rosyjskiej FSRR.

## Życiorys
Urodził się w rodzinie szlacheckiej. W 1903 wstąpił do partii eserowców, studiował na Wydziale Prawnym Uniwersytetu Charkowskiego, w 1908 został aresztowany i w 1909 skazany na zesłanie do Wołogdy pod nadzór policji, w 1910 wrócił do Charkowa. W 1917 był członkiem Komitetu Wykonawczego Rady Charkowskiej, od czerwca 1917 do 1918 członkiem WCIK i (od 6 listopada 1917 do 1918) kierownikiem Wydziału Zamiejscowego WCIK, od grudnia 1917 do kwietnia 1918 wchodził w skład KC Partii Lewicowych Socjalistów-Rewolucjonistów (lewicowych eserowców). Jednocześnie od grudnia 1917 kierował Wydziałem Komunalnym NKWD RFSRR i był członkiem Kolegium Ludowego Komisariatu Sprawiedliwości RFSRR i od 25 grudnia 1917 do 18 marca 1918 ludowym komisarzem bez teki RFSRR. Był jednym z założycieli organizacji lewicowych eserowców na Ukrainie, gdzie w 1918 prowadził działalność podziemną. Został aresztowany i następnie zwolniony. Po powstaniu lewicowych eserowców w lipcu 1918 wystąpił z partii lewicowych eserowców i we wrześniu 1918 wstąpił do RKP(b), w 1919 został członkiem Rady Kijowskiej, później pracował jako wykładowca kolejno w Kijowie, Charkowie i Stalino (obecnie Donieck), otrzymał tytuł profesora. Od listopada 1930 do maja 1931 był rektorem Stalińskiego Instytutu Górniczego im. Artioma, później członkiem Moskiewskiej Rady Miejskiej, następnie do lutego 1938 kierował działem materializmu dialektycznego Moskiewskiego Instytutu Chemiczno-Technologicznego.
17 lutego 1938 został aresztowany podczas wielkiego terroru, 3 października 1938 skazany na śmierć przez Wojskowe Kolegium Sądu Najwyższego ZSRR pod zarzutem aktywnego udziału w terrorystycznej organizacji eserowców i jako nieprzejednany wróg WKP(b) i władzy radzieckiej i natychmiast rozstrzelany. 14 maja 1957 pośmiertnie go zrehabilitowano.